# Polielettrolita
Un polielettrolita (o polimeri policationici) è un polimero in cui  o un numero considerevole (>80%) di unità ripetitive  presentano un gruppo elettrolita. Questi gruppi si dissociano in soluzione acquosa, rendendo carichi i polimeri stessi.  Un polianfolita presenta l'alternarsi sia di gruppi cationici che anionici.
Le proprietà dei polielettroliti sono perciò simili sia a quelli degli elettroliti (sali) che a quelli dei polimeri (composti ad elevato peso molecolare). Come i sali, le loro soluzioni conducono la corrente elettrica. Similmente ai polimeri, le loro soluzioni sono spesso viscose. Le catene molecolari cariche, comunemente presenti nei sistemi a materia soffice, hanno un ruolo fondamentale nel determinare la struttura, la stabilità e le interazioni di vari aggregati molecolari.
Come i comuni elettroliti, i polielettroliti possono distinguersi in "forti" o "deboli" a seconda che, rispettivamente, siano presenti in forma totalmente dissociata o parzialmente dissociata. Il loro comportamento è influenzato da proprietà quali il valore di pH della soluzione e la forza ionica.
Tra i principali ambiti in cui si riscontra la loro importanza figurano la biologia e la biochimica. Molte molecole biologiche sono polielettroliti, come per esempio le proteine e il DNA. Trovano ampio utilizzo anche in chimica dei colloidi e sia quelli naturali che quelli sintetici sono utilizzati in diverse applicazioni industriali.